# Risto Mätas
Pour les articles homonymes, voir Matas (homonymie).
Risto Mätas, né le 30 avril 1984 à Pärsti, est un athlète estonien, spécialiste du lancer du javelot.

## Biographie
Son meilleur lancer est de 83,48 m obtenu à Kohila le 31 août 2013, lors de la finale de d'athlétisme ERGO. Il se qualifie avec la 12e mesure pour la finale des championnats du monde à Moscou. Il prend ensuite la 9e place de la finale avec un jet à 80,03 m. Le contrôle positif de l'Ukrainien Roman Avramenko, 5e à Moscou, donne la 8e place à Risto Mätas.
Le 7 juillet 2016, il termine 4e de la finale des Championnats d'Europe d'Amsterdam avec 82,03 m.

## Palmarès
| Date | Compétition                          | Lieu                  | Résultat | Marque  |
| ---- | ------------------------------------ | --------------------- | -------- | ------- |
| 2005 | Universiade                          | Izmir                 | 14e      | 70,52 m |
| 2006 | Championnats d'Europe                | Göteborg              | 19e      | 74,58 m |
| 2007 | Universiade                          | Bangkok               | 6e       | 77,29 m |
| 2011 | Universiade                          | Shenzhen              | 4e       | 78,99 m |
| 2012 | Coupe d'Europe hivernale des lancers | Bar                   | 3e       | 78,74 m |
| 2012 | Championnats d'Europe                | Helsinki              | 10e      | 75,85 m |
| 2012 | Jeux olympiques                      | Londres               | 21e      | 78,56 m |
| 2013 | Coupe d'Europe hivernale des lancers | Castellón de la Plana | 3e       | 79,10 m |
| 2013 | Championnats du monde                | Moscou                | 8e       | 80,03 m |
| 2014 | Coupe d'Europe hivernale des lancers | Leiria                | 3e       | 80,58 m |
| 2014 | Championnats d'Europe                | Zurich                | 6e       | 80,73 m |
| 2015 | Championnats du monde                | Pékin                 | 12e      | 76,79 m |
| 2016 | Championnats d'Europe                | Amsterdam             | 4e       | 82,03 m |

| Date | Compétition            | Lieu    | Résultat | Performance |
| ---- | ---------------------- | ------- | -------- | ----------- |
| 2004 | Championnats d'Estonie | Tallinn | 5e       | 68,78 m     |
| 2005 | Championnats d'Estonie | Rakvere | 4e       | 69,78 m     |
| 2006 | Championnats d'Estonie | Tallinn | 2e       | 75,06 m     |
| 2007 | Championnats d'Estonie | Tallinn | 1er      | 75,97 m     |
| 2008 | Championnats d'Estonie | Tallinn | 4e       | 72,20 m     |
| 2011 | Championnats d'Estonie | Tallinn | 2e       | 76.01 m     |
| 2012 | Championnats d'Estonie | Tallinn | 1er      | 80.50 m     |
| 2013 | Championnats d'Estonie | Tallinn | 1er      | 80.78 m     |
| 2014 | Championnats d'Estonie | Tallinn | 3e       | 76.17 m     |
| 2015 | Championnats d'Estonie | Tallinn | 2e       | 80.65 m     |

### Records
| Épreuve           | Performance | Lieu   | Date         |
| ----------------- | ----------- | ------ | ------------ |
| Lancer du javelot | 83,48 m     | Kohila | 31 août 2013 |